# Valea Crișului (gmina)
Valea Crișului – gmina w Rumunii, w okręgu Covasna. Obejmuje miejscowości Valea Crișului i Calnic. W 2011 roku liczyła 2307 mieszkańców.